# Indien i olympiska vinterspelen 2002
Indien deltog i olympiska vinterspelen 2002. Indiens trupp bestod av Shiva Keshavan han var 20 år och 170 dagar. Han tävlade i rodel.

## Resultat

### Rodel
- Herrar
  - Shiva Keshavan - 33